# MPEG Video Wizard DVD
MPEG Video Wizard DVD, также известный как MVW-DVD, нелинейный видеоредактор разработанный компанией Womble Multimedia. Позволяет редактировать видео-материалы, создавать DVD с меню и прожигать их без стороннего ПО. Последняя версия вышла в 2015 году.

## Основные функции
Основные возможности программы:
- Редактирование на нескольких дорожках
- Высококачественное редактирование формата MPEG с покадровой точностью
- Множество эффектов и фильтров
- Создание DVD-меню
- Поддержка Windows 7
- DVD-прожиг

## Поддерживаемые форматы файлов
- Видео: AVI, MPG, MPV, DAT, VOB, VBS, VRO, TS, TP, M2T, MTS, M2TS, WMV, ASF, RM, RMVB[англ.].
- Аудио: WAV, MP3, MP2, MPA, AC3, WMA.
- Изображения: BMP, JPEG, GIF, WMF, ICO.

## Критика
Журнал Computer Bild в своем тесте выставил редактору 87 баллов, отметив из плюсов отсутствие перекодировки, функцию восстановления и возможность создания DVD, а из минусов отсутствие поддержки формата MPEG-4 HD.